# Florence Rita Arrey
Florence Rita Arrey (* 18. Mai 1948 in Mamfé, Französisch-Kamerun) ist eine kamerunische Juristin und Richterin. Arrey hatte als erste Frau Kamerun das Amt der obersten Richterin des Revisionsgerichtshofes inne. Zudem war sie Richterin am Verfassungsgerichtshof Kameruns sowie stellvertretende Vorsitzende des Internationalen Strafgerichtshofs für Ruanda. Seit 2018 ist Arrey Mitglied des Kameruner Verfassungsrates.

## Leben
Florence Rita Arrey wurde am 18. Mai 1948 in Mamfé im Südwesten der damaligen französischen Kolonie Kamerun geboren. Nach Abschluss ihrer Schulausbildung an der Queen of the Rosary College (QRC) Okoyong Mamfe und der Cameroon College of Arts Science and Technology Bambili studierte Arrey Jura an der Universität Lagos (Nigeria), anschließend studierte sie Internationales Recht an der University of London. Sie hat ebenfalls einen Abschluss der ENAM Yaounde.
1974 wurde Arrey als erste Frau überhaupt als Staatsrätin (State Counsel) ernannt, und arbeitete unter anderem als Revisionsgerichtshof sowie am Hohen Gericht (High Court) als Staatsanwältin bzw. Richterin. 1990 wurde sie zur vorsitzenden Richterin des Revisiongsgerichtshofs (Chief Justice of the Court of Appeal) ernannt. Seit 2000 ist Arrey Richterin am Verfassungsgerichtshof von Kamerun.
2003 wählte die UN-Vollversammlung Arrey als Ad-litem-Richterin für den Internationalen Strafgerichtshof für Ruanda. 2011 wurde sie zur stellvertretenden vorsitzenden Richterin des Strafgerichtshofs für Ruanda sowie als Richterin des „Internationalen Residualmechanismus für die Ad-hoc-Strafgerichtshöfe“ gewählt.
Seit 2014 ist Arrey Abteilungsleiterin für die juristische Ausbildung im Kameruner Justizministerium. Mittels eines Dekrets des Präsidenten Paul Biya wurde Arrey am 7. Februar 2018 zum Mitglied des Kameruner Verfassungsrates ernannt.
Arrey ist Vorsitzende der Kameruner Vereinigung der Richterinnen (Cameroon Association of Women Judges) sowie stellvertretende Vorsitzende der Internationalen Vereinigung der Richterinnen (International Association of Women Judges).